# Albatros L 84
Albatros L 84 là một loại máy bay tiêm kích hai tầng cánh của Đức.

## Biến thể
- L 84
- L 84C
- L 84E
- L 84F

## Tính năng kỹ chiến thuật (L 84)
Đặc điểm tổng quát
- Kíp lái: 2
- Powerplant: 1 × BMW VI, 450 kW (600 hp)

Hiệu suất bayVũ khí trang bị
- 3 × 7,92 mm (.312 in)